# Joan Díaz
Joan Díaz (* 1967 in Barcelona) ist ein spanischer Jazzmusiker (Piano, Komposition).

## Wirken
Díaz erhielt Klavierunterricht am Conservatori Municipal de Música in Barcelona. Jazzpiano lernte er am dortigen Taller de Músics; er absolvierte Meisterkurse bei den Pianisten Bruce Barth und Hal Galper. Weitere Abschlüsse machte er bei INCANOP (1994) und der Escola Superior de Música de Catalunya (2009).
Díaz leitete sein eigenes Trio, mit dem er 2001 sein Debütalbum MostrebÚ vorlegte. 2008 erschien sein Album We Sing Bill Evans mit der Sängerin Sílvia Pérez Cruz, das den Kritikerpreis der Zeitschrift JAÇ erhielt. Seiner audiovisuelle Show Dalírogena war dem Werk von Salvador Dalí gewidmet. Gemeinsam mit Perico Sambeat spielte er das Album Benestar/Peaceful (2010) ein. Mit seinem Quintett-Album We Sing Wayne Shorter wurde Díaz Finalist beim Premis Enderrock 2012 („bestes Jazz-Album“) und Finalist bei der vierten Ausgabe des Premis de la Música Independent. 2014 gründete er das New Catalan Ensemble; in diesem Projekt geht es um die Fusion von Jazz und traditioneller Musik; dessen erstes Album entstand mit Gastmusikern wie Andrea Motis und Joan Chamorro. Mit Oriol Roca und David Mengual veröffentlichte er das Album Cadena Tròfica (2015).
Zudem arbeitete Díaz mit Musikern wie Randy Brecker, Michael Mossman, John Mosca, Robin Eubanks, Dennis Rowland, Theo Bleckmann, Alan Skidmore, Jorge Rossy, Peer Wyboris, Jordi Bonell, Juan Munguía, Adam Kolker, Gonzalo Rubalcaba, Dick Oatts und Alexandra Lehmler. Er ist auch auf Alben des Joan Abril Quartet und der Javier Garayalde All Jazz Group zu hören.
Weiterhin komponierte Díaz Filmmusiken, etwa für die Spielfilme Hotel Room, Krampack–Nico & Dani, En la ciudad – In der Stadt oder Ein Freitag in Barcelona von Cesc Gay. Sein Requiem a Enrique Morente wurde 2017 in Barcelona uraufgeführt. Er arrangierte für die Free Spirits Big Band von David Mengual große Teile des Album Univers Evans, für Niño Josele und die Cobla Sant Jordi das Album Live al Teatre Kursaal Theater.
Díaz wurde fünfmal von der Associació de Músics de Jazz i Música Moderna als bester Pianist und Keyboarder des Jahres ausgezeichnet. Weiterhin ist er als Hochschullehrer an der Escola Superior de Música de Catalunya tätig, wo er Piano, Komposition und Improvisation unterrichtet.